# شیلا پیرسی سامرز
 شیلا پیرسی سامرز (انگلیسی: Sheila Piercey Summers؛ ۱۸ مارس ۱۹۱۹ – ۱۴ اوت ۲۰۰۵) یک تنیس‌باز اهل آفریقای جنوبی بود.